# Phthorarcha zabolne
Phthorarcha zabolne är en fjärilsart som beskrevs av Inoue 1941. Phthorarcha zabolne ingår i släktet Phthorarcha och familjen mätare. Inga underarter finns listade i Catalogue of Life.